# Вовківці (Кременецький район)
Во́вківці — село в Україні, у Великодедеркальській сільській громаді Кременецького району Тернопільської області. Від вересня 2016 року ввійшло у склад Великодедеркальської сільської громади. Розташоване на річці Вілія, на сході району.  Населення — 458 осіб (2003).

## Історія
Перша відома писемна згадка — 27 червня 1518 року: король Сигізмунд I Старий підтвердив право володіння серед інших селом Вовківці володимирському городничому Єську Сенютичу. Ще одна згадка — 1570 року, згідно з поборовим реєстром Кременецького повіту.
1920 року жителі Великих Дедеркал напали на розміщений у Вовківцях польський загін.
На 1936 рік село входило до ґміни Дедеркали Кременецького повіту.
12 червня 2020 року, відповідно до розпорядження Кабінету Міністрів України № 724-р «Про визначення адміністративних центрів та затвердження територій територіальних громад Тернопільської області» увійшло до складу Великодедеркальської сільської громади.
19 липня 2020 року, в результаті адміністративно-територіальної реформи та ліквідації Шумського району, село увійшло до складу Кременецького району.

## Пам'ятки

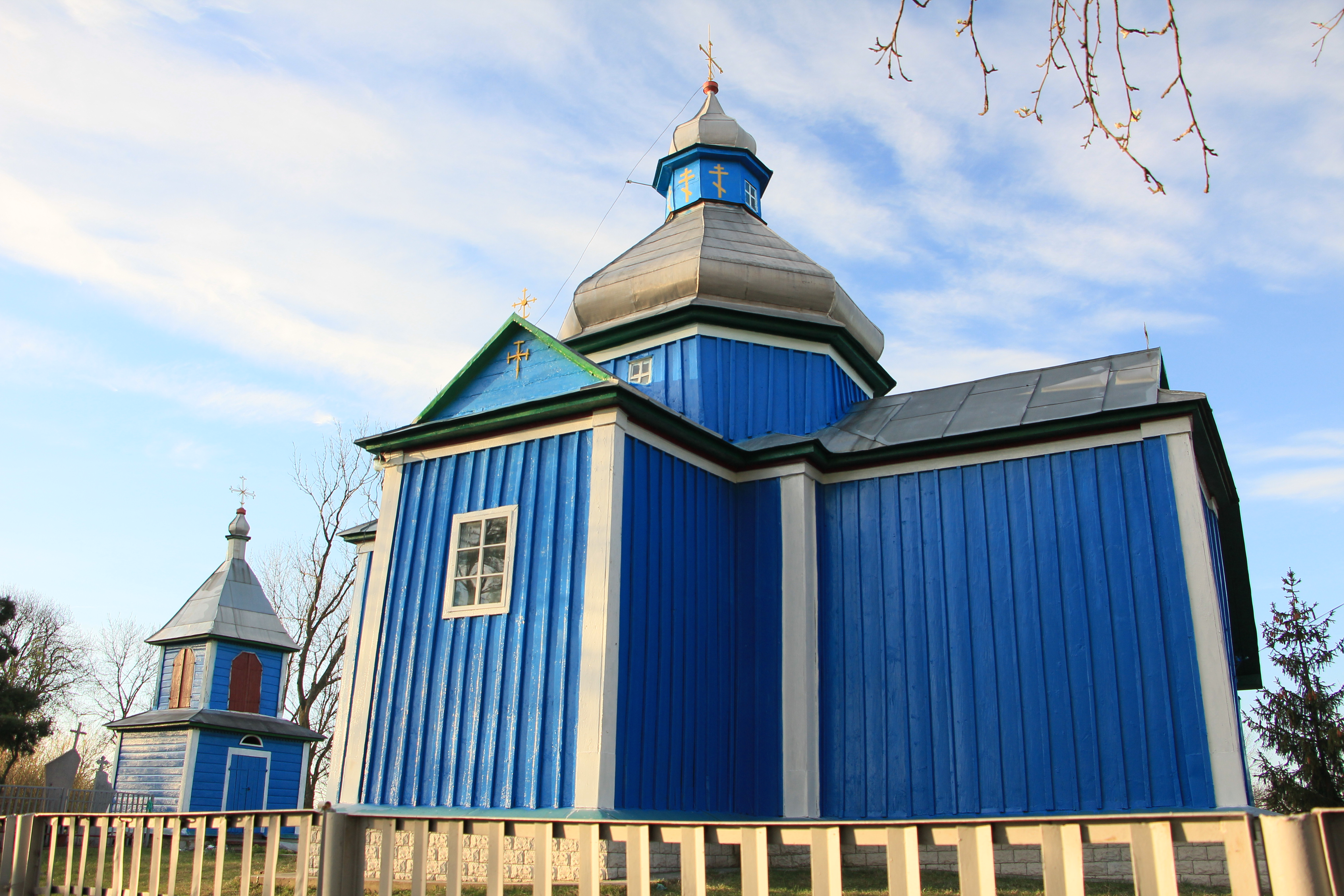
Дерев'яна церква

У селі є церква Покрови Пресвятої Богородиці 1703 року, дерев'яна, пам'ятка архітектури місцевого значення.

## Пам'ятники
Споруджено пам'ятник воїнам-односельцям, полеглим у німецько-радянській війні (1969; скульптор Л. Бізюк, Г. Дібус та інші).

## Соціальна сфера
Діють загальноосвітня школа І ступеня, клуб, бібліотека, магазин, ФАП.

## Галерея

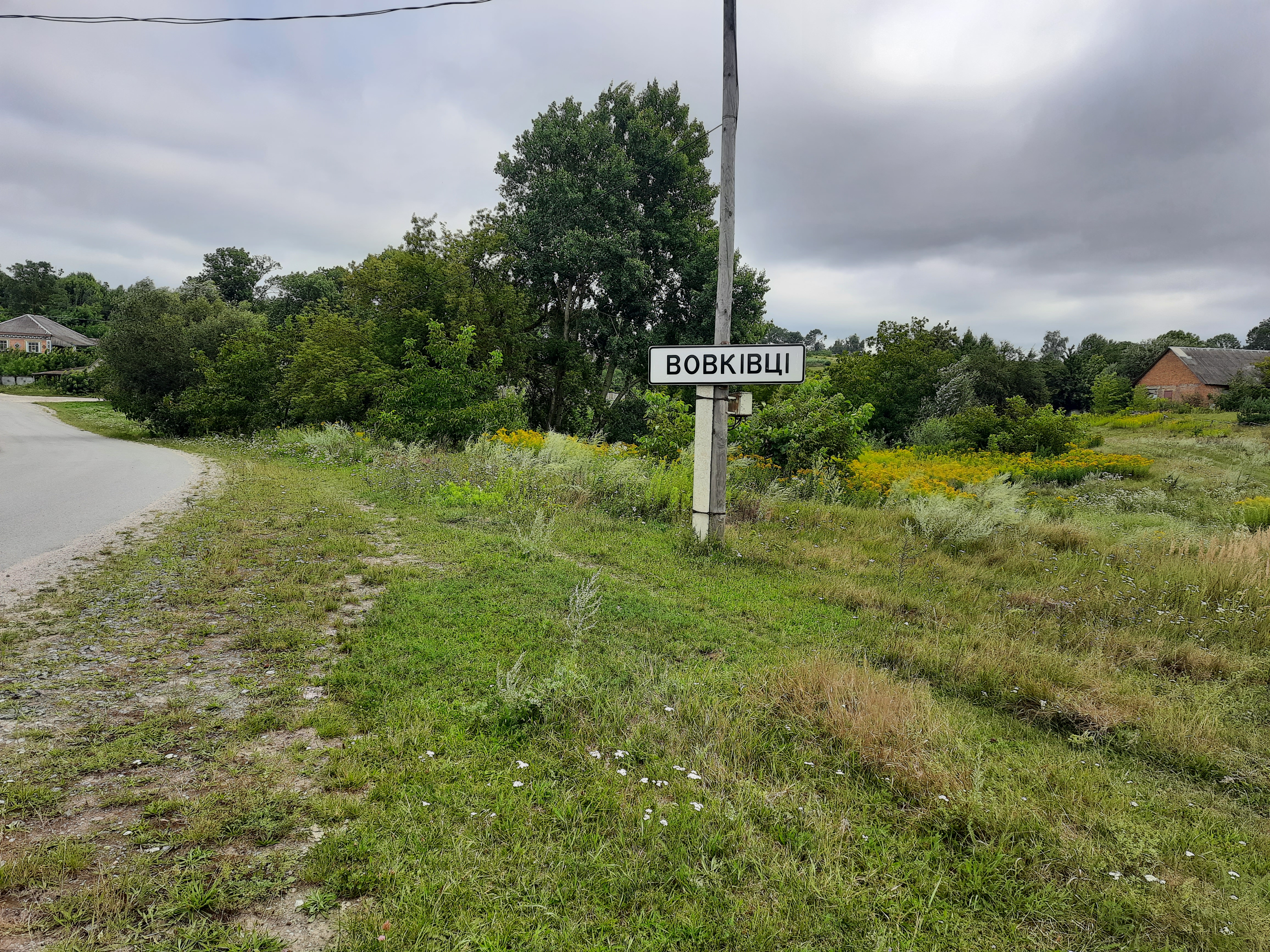
Дорожній знак при в'їзді в село
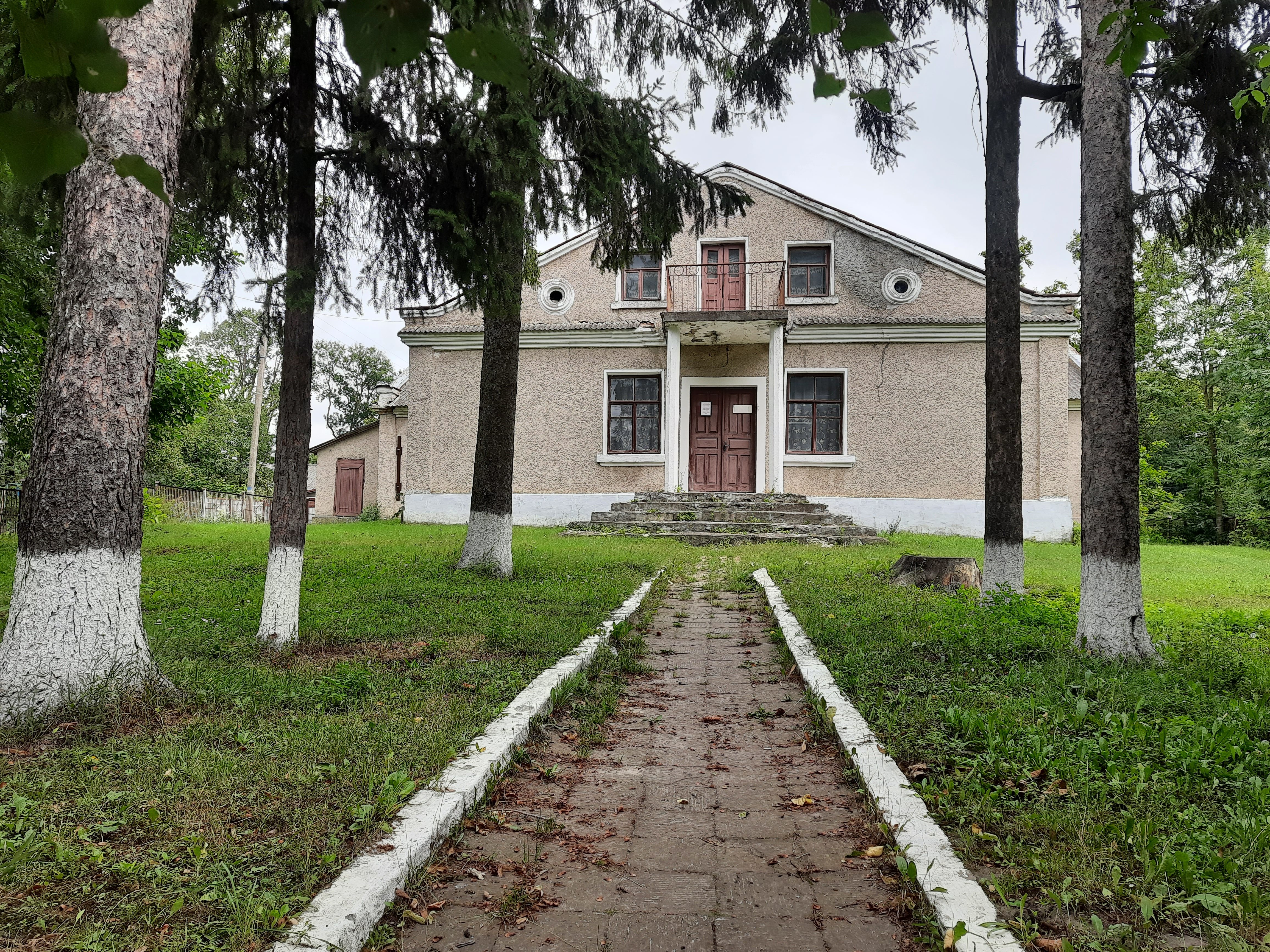
Клуб
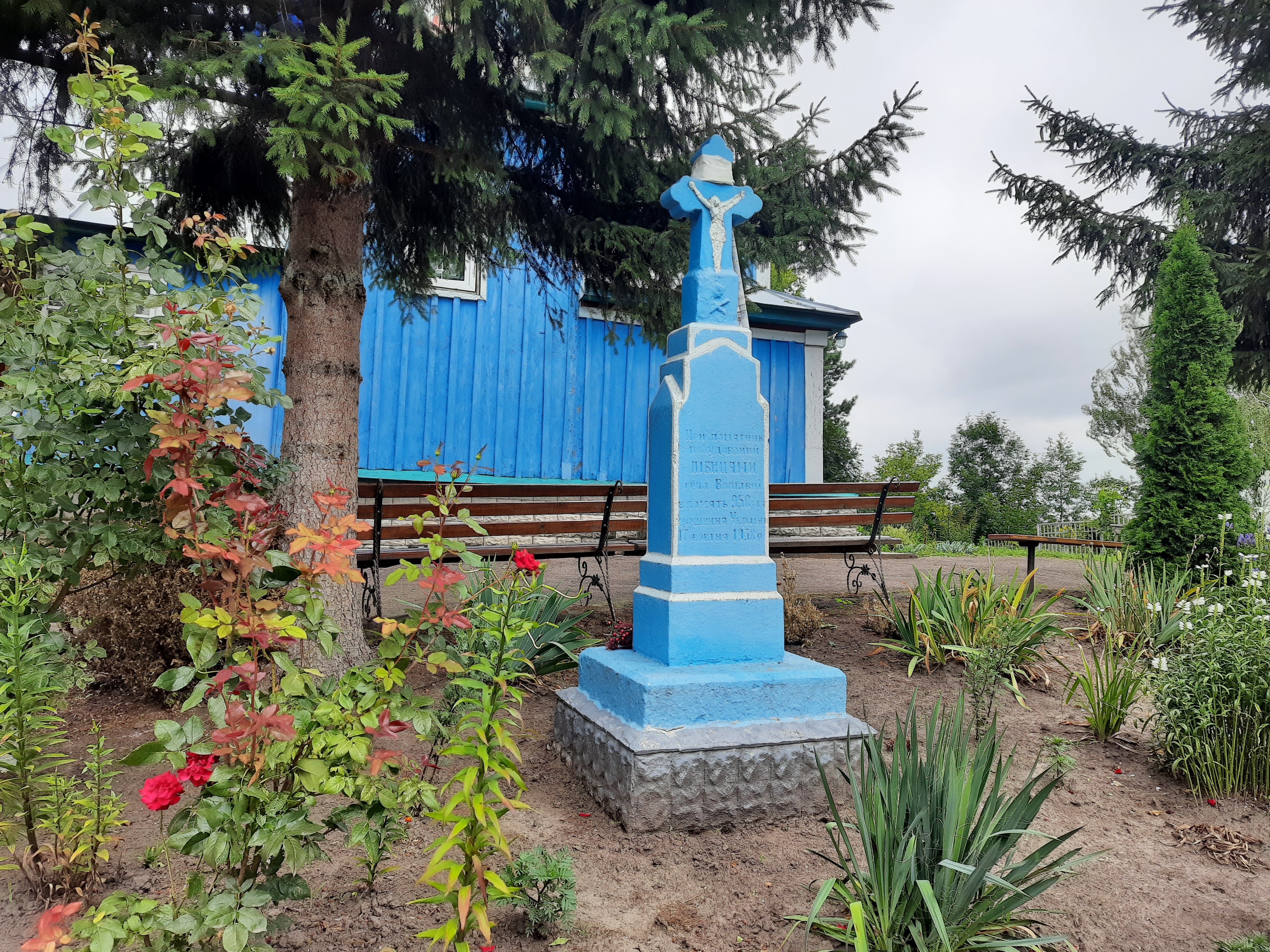
Пам'ятний хрест
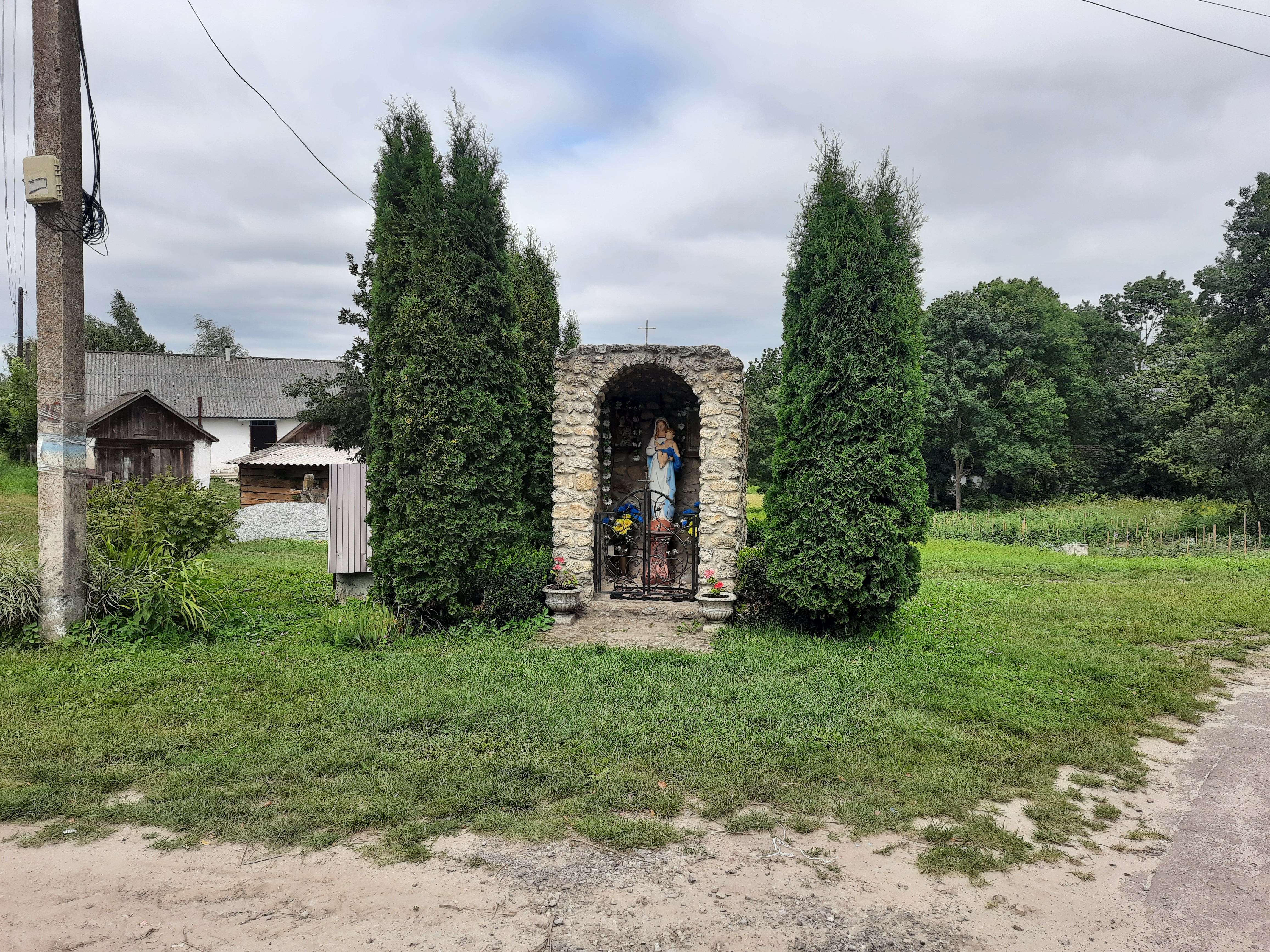
Капличка
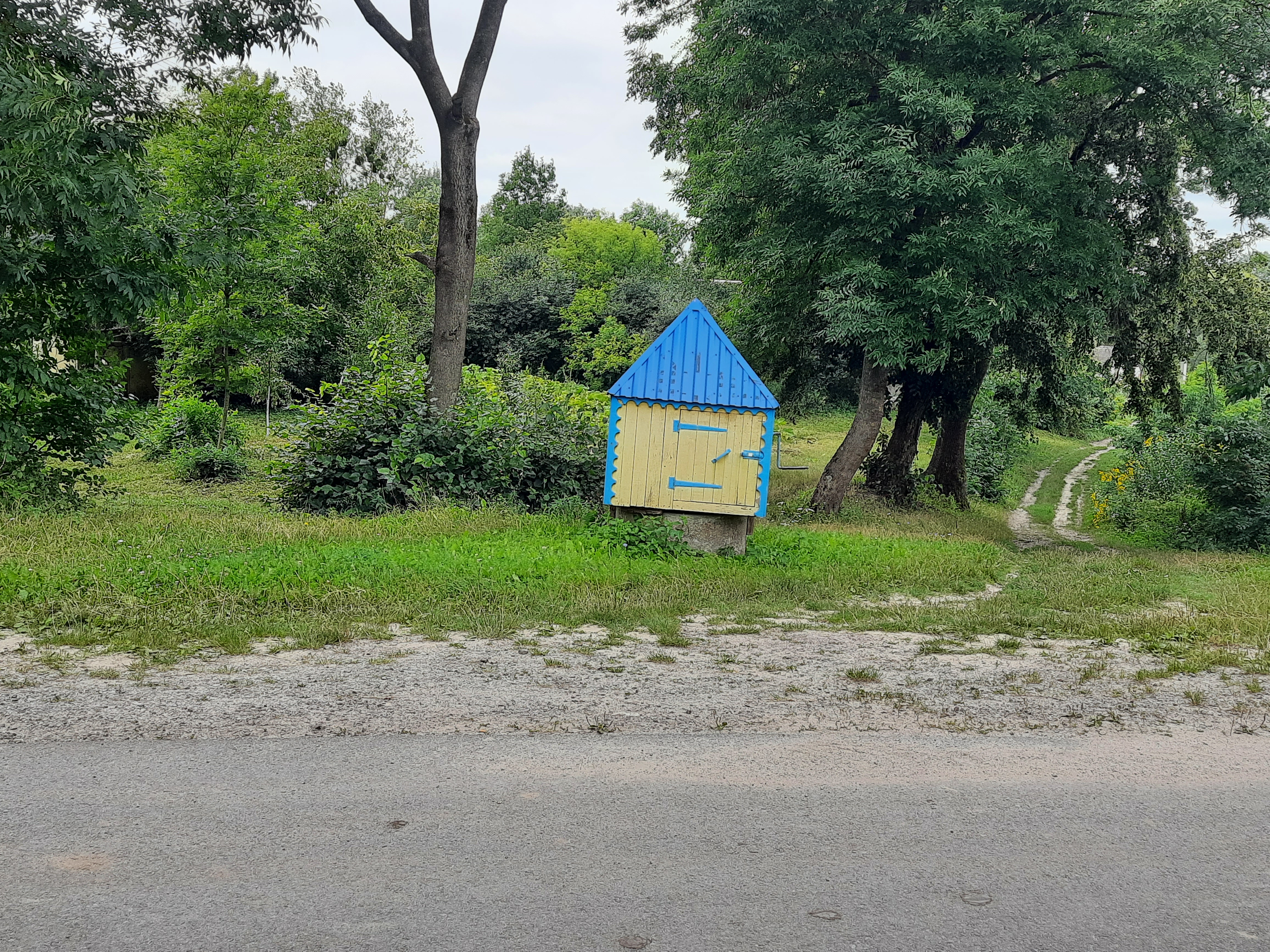
Сільський пейзаж